# Amiga Joker
Amiga Joker était un magazine allemand d'informatique et de jeu vidéo consacré à l'Amiga. Lancé en novembre 1989, Amiga Joker arrête sa diffusion en novembre 1996.
Un numéro spécial est sorti en 2017